# Dynabook

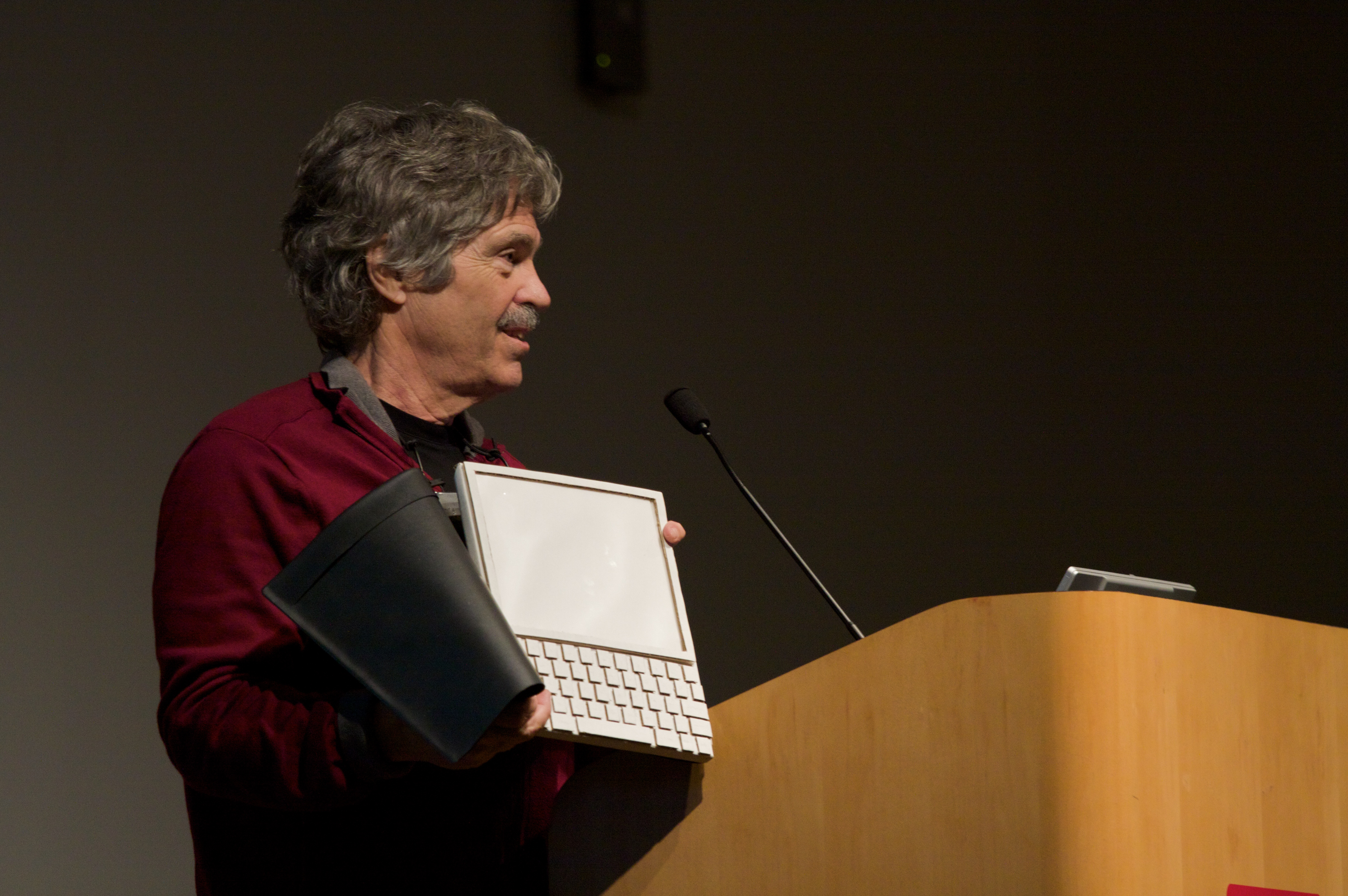
Alan Kay tenant un prototype du Dynabook

Le Dynabook est un projet d'ordinateur portable à usage créatif pour enfants, conduit au PARC de Xerox en 1972, par Alan Kay. Ce projet a été notamment inspiré par les travaux de Seymour Papert sur le langage LOGO, élaboré au Massachusetts Institute of Technology.
Les contraintes de fabrication d'un Dynabook furent l'estimation de la taille, du poids, du coût et des capacités. 
Moins cher qu'une télévision sera la référence d'Alan Kay. Le Dynabook se perçoit comme un mélange entre un livre, un piano, un outil, un jouet et un moyen d'expression, avec toutes leurs vertus éducatives. Grosso Modo, le coût des manuels scolaires de l'école primaire au lycée peut être estimé entre 100 et 200 euros par élève et par an. Un Dynabook doit pouvoir servir au moins trois ans. Donc s'il respecte cette contrainte de fiabilité, le coût serait amorti. 
Mais voir le Dynabook comme un remplaçant du livre scolaire serait une erreur : l'objectif est de faire de l'ordinateur l'objet d'une réflexion pour l'enfant, notamment en l'incitant à le programmer. Aussi, mettre le langage Smalltalk à la portée des plus jeunes sera l'objectif principal du projet d'Alan Kay.
Le premier prototype du système d'exploitation du Dynabook s'appelle Bilbo. Les chercheurs du PARC sont bien conscients que les performances prévues pour le Dynabook dépassent encore la puissance disponible dans un portable, aussi ce prototype a la taille d'une machine à laver. Il exécute 6MIPs, dispose de 128K de mémoire vive, interface graphique, et il est muni d'une tablette graphique à stylographe comme GRAIL. La première préoccupation de ces concepteurs est de mettre au point un affichage dynamique de caractères de haute résolution.
L'affichage est de 500 000 pixels sur un écran de 8,5 × 11 pouces. Pour comparer avec des standards qui nous sont bien connus, cela correspond à une définition de 915 × 546 pixels sur un écran de 14 pouces.
L'utilisateur pourra choisir sa police de caractère lors de la lecture de n'importe quel document, les menus déroulants et les fenêtres multiples voient le jour, tout ceci grâce à Smalltalk. Le langage de programmation permet de manipuler et de construire toutes sortes de programmes. Les premiers disponibles sont des outils de dessin et de peinture, d'animation et de musique. Le prototype sera soumis aux tests de 200 utilisateurs, essentiellement des étudiants et des écoliers.
Mais, tel qu'il fut imaginé par son concepteur, le Dynabook demeura un rêve...